# Unión Deportiva Ourense
La Unión Deportiva Ourense es un club de fútbol español de la ciudad gallega de Orense. Fue fundado el 10 de julio de 2014 para suceder al Club Deportivo Ourense, equipo histórico que llegó a militar 13 temporadas en Segunda División y que desapareció en ese mismo año 2014 por problemas económicos. Actualmente compite en el Grupo I de Segunda Federación. 
El club sigue el modelo de accionariado popular, es decir, se gestiona de forma democrática por sus propios aficionados a través de la máxima "un socio, un voto", semejante al de otros equipos españoles como Unionistas de Salamanca (con el cual hay hermanamiento) o la SD Logroñés.
En la temporada 2018-19, la UD Ourense debutó en la Tercera División después de cuatro ascensos en cuatro años. Acabó la primera vuelta en puestos de promoción de ascenso a Segunda B y, aunque la segunda mitad de la temporada no fue tan buena, no tuvo problemas para mantener la categoría un año más.

## Historia
El CD Ourense no pasaba por buenos momentos conforme iba pasando 2014, el cual había sido descendido administrativamente de Segunda B y posteriormente retirado de la competición. Se esperó lo peor cuando el club había entrado en proceso de liquidación y así fue, con la desaparición posterior.
Se había creado una plataforma de ayuda para evitar la desaparición, SOS CDOurense, pero todos los intentos fueron en vano, por lo cual se tuvo que buscar otro camino, un futuro club en el cual los socios sean una pieza fundamental para el desarrollo de dicha entidad, fue así como nació la Unión Deportiva Ourense, cuyo nombre quedó inscrito en una acta fundacional el 10 de julio de 2014 y la posterior inscripción del club en el Registro de Entidades Deportivas de la Junta de Galicia y en la Federación Gallega de Fútbol. El campo en el que se le autorizó jugar en los primeros meses de vida fue el Campo Miguel Ángel - Os Remedios. Pero ante la masiva asistencia a la única grada del campo, el club fue autorizado a jugar desde diciembre de 2014 en el Estadio de O Couto, llevando a 1.800 espectadores ante el Palmés (récord en Tercera Autonómica).
El primer amistoso y partido del club, el cual tuvo lugar en el 28 de agosto de 2014, fue ante el por entonces club de 3ª división, el Barbadás, cayendo derrotados por 5-0.
Se tuvo que empezar en el nivel más bajo del fútbol español, en la Tercera Autonómica de Galicia, estrenándose ante el Athletic Club Razamonde, siendo el cuadro ourensán como local, ganando por un contundente 8 a 0. Con grandes goleadas a lo largo de la temporada, se logró el campeonato de la liga, asciendo así a Segunda Autonómica, al séptimo nivel del fútbol español. En ese mismo año, se consiguió la cesión del Estadio de O Couto ante la Junta de Galicia, propietaria del campo.
En la temporada 2015-16 no se empezó muy bien la temporada, perdiendo el primer partido por 2-1 en Arnoia y también luego en Loñoá. También se perdió la invencibilidad en O Couto con un 2-3 ante el Santa Teresita. Pero se fue abandonando la mala racha y se logró el ascenso a 1ª regional con una victoria de 3-2 ante el Arrabaldo a falta de jornadas para terminar la campaña.
En la temporada 2016-17, ya en 1ª regional, la UD Ourense tuvo un fuerte aspirante por el título, la Sociedad Deportiva Bande, pero al final de la temporada se logró ascender, tanto la UD como su némesis, el Bande.
Ya en Regional Preferente, fue una buena e histórica temporada, estando en los puestos de ascenso durante toda la temporada, acabando líder del grupo sur y haciendo real su sueño de ascender el 27 de mayo de 2018, en el campo de la UD Atios. Lograba así, cuatro años después de la desaparición del CD Ourense, el ascenso a Tercera División hasta que en la última temporada de esta competición y, como consecuencia derivada de la reformulación de las competiciones no profesionales que dio lugar a las actuales 2ª RFEF y 3ª RFEF y al efecto arrastre por la ausencia de descensos en la anterior campaña, ocupa el 5º puesto en el play-off por la permanencia. No obstante, solo milita una temporada en Preferente ya que remata la temporada 2021-22 en el primer puesto, lo que le otorga nuevamente plaza en el grupo I de 3ª RFEF.
En esta categoría permanece 3 temporadas, mejorando cada año los puestos logrados en la anterior, hasta que en la 2024-25 logra el ascenso a 2ª RFEF.

## Secciones de fútbol
Aparte de la sección masculina, el club cuenta con una sección juvenil, dos categorías de cadetes, dos categorías de infantil, tres categorías de alevín, dos de benjamín y dos de prebenjamín.
Dos semanas antes del comienzo de la temporada 18-19 fue disuelta la sección femenina por problemas internos entre directiva y jugadoras. La parte "noble" del club alegaba no poder haber confeccionado un equipo competitivo por falta de jugadoras, a pesar de haber puesto sus mejores intenciones, mientras que las jugadoras achacaban la existencia de problemas a la continua situación de olvido a la que se veían relegadas por parte de la directiva.

## Uniforme
- Uniforme titular: Camiseta roja, pantalón azul y medias rojas.

## Estadio
El estadio donde el C.D. Ourense disputaba sus partidos como local es el Campo de O Couto, con capacidad para 5.659 espectadores, distribuidos en tres gradas. El campo tiene unas dimensiones de 105 x 68 metros con césped de hierba natural.
Grada Tribuna: 1.811 Espectadores; Grada Preferencia: 2.231 Espectadores; Grada Fondo: 1.617 Espectadores

## Datos del club
- Temporadas en 1ª: 0
- Temporadas en 2ª: 0
- Temporadas en 1ª RFEF: 0
- Temporadas en 2ª RFEF: 1
- Temporadas en 3ª RFEF: 6

| Temporada | Nivel | División      | Puesto |
| --------- | ----- | ------------- | ------ |
| 2014/15   | 8     | 3ª Autonómica | 1º     |
| 2015/16   | 7     | 2ª Autonómica | 1º     |
| 2016/17   | 6     | 1ª Autonómica | 2°     |
| 2017/18   | 5     | Preferente    | 1º     |
| 2018/19   | 4     | 3.ª           | 8º     |
| 2019/20   | 4     | 3.ª           | 8º     |
| 2020/21   | 4     | 3.ª           | 10º    |
| 2021/22   | 6     | Preferente    | 1º     |
| 2022/23   | 5     | 3ª RFEF       | 5º     |
| 2023/24   | 5     | 3ª RFEF       | 4º     |
| 2024/25   | 5     | 3ª RFEF       | 1°     |

## Jugadores y cuerpo técnico

### Plantilla y cuerpo técnico 2023/24
- En 1.ª y 2.ª desde la temporada 1995-96 los jugadores con dorsales superiores al 25 son, a todos los efectos, jugadores del filial y como tales, podrán compaginar partidos con el primer y segundo equipo. Como exigen las normas de la LFP, los jugadores de la primera plantilla deberán llevar los dorsales del 1 al 25. Del 26 en adelante serán jugadores del equipo filial.
- Como exigen las normas de la RFEF desde la temporada 2019-20 en 2ªB y desde la 2020-21 para 3.ª, los jugadores de la primera plantilla deberán llevar los dorsales del 1 al 22, reservándose los números 1 y 13 para los porteros y el 25 para un eventual tercer portero. Los dorsales 23, 24 y del 26 en adelante serán para los futbolistas del filial, y también serán fijos y nominales.
- Los equipos españoles están limitados a tener en la plantilla un máximo de tres jugadores sin pasaporte de la Unión Europea. La lista incluye solo la principal nacionalidad de cada jugador.La lista incluye sólo la principal nacionalidad de cada jugador. Algunos de los jugadores no europeos tienen doble nacionalidad de algún país de la UE:

Leyenda 
- Formación:

## Rivalidad
A raíz de la disolución del Club Deportivo Ourense, la ciudad se quedaba sin un representante que llevara como estandarte su nombre y sin un equipo que ocupase el Estadio de O Couto. La solución fue que el segundo conjunto en cuanto a historia dentro de la ciudad, el Ourense Club de Fútbol, se apropiara del nombre y del uso del campo (antes, Ponte Ourense Club de Fútbol y jugaba sus encuentros como local en el Estadio Municipal de Oira). Esta situación fue bastante conflictiva y dio lugar a enfrentamientos entre los clubes, puesto que los antiguos aficionados lo veían como un intento de apropiación indebida de una identidad a la que no le correspondía por ser un club rival y estar mayormente ligado a un único barrio de la ciudad, A Ponte, en lugar de a todo Orense. En la actualidad, ambos equipos juegan como locales en el estadio y a su vez llevan el nombre de la ciudad en su identificación. En la temporada 18-19 fue la primera vez en la que los dos se encuentran jugando la misma competición.